# Forteresse de Velika Kladuša
La forteresse de Velika Kladuša se trouve en Bosnie-Herzégovine, sur le territoire de la ville de Velika Kladuša et dans la municipalité de Velika Kladuša. Elle est inscrite sur la liste provisoire des monuments nationaux de Bosnie-Herzégovine.